# Buffalo (Oklahoma)
Buffalo és un poble dels Estats Units a l'estat d'Oklahoma. Segons el cens del 2000 tenia 1.200 habitants.

## Demografia
Segons el cens del 2000, Buffalo tenia 1.200 habitants, 495 habitatges, i 336 famílies. La densitat de població era de 579,2 habitants per km².
Dels 495 habitatges en un 28,9% hi vivien nens de menys de 18 anys, en un 56% hi vivien parelles casades, en un 8,7% dones solteres, i en un 32,1% no eren unitats familiars. En el 28,7% dels habitatges hi vivien persones soles el 15,8% de les quals corresponia a persones de 65 anys o més que vivien soles. El nombre mitjà de persones vivint en cada habitatge era de 2,34 i el nombre mitjà de persones que vivien en cada família era de 2,87.
Per edats la població es repartia de la següent manera: un 22,8% tenia menys de 18 anys, un 7,5% entre 18 i 24, un 22,8% entre 25 i 44, un 24,2% de 45 a 60 i un 22,8% 65 anys o més.
L'edat mediana era de 43 anys. Per cada 100 dones de 18 o més anys hi havia 92,5 homes.
La renda mediana per habitatge era de 30.433 $ i la renda mediana per família de 38.333 $. Els homes tenien una renda mediana de 25.625 $ mentre que les dones 20.515 $. La renda per capita de la població era de 15.328 $. Entorn del 8,2% de les famílies i l'11,7% de la població estaven per davall del llindar de pobresa.

## Poblacions més properes
El següent diagrama mostra les poblacions més properes.